# 1955-ös magyar vívóbajnokság
Az 1955-ös magyar vívóbajnokság az ötvenedik magyar bajnokság volt. A férfi tőrbajnokságot június 18-án rendezték meg, a párbajtőrbajnokságot június 12-én, a kardbajnokságot június 19-én, a női tőrbajnokságot pedig június 11-én, mindet Budapesten, a Vasas Pasaréti úti vívótermében.

## Eredmények
| Versenyszám          | Arany                                  | Arany | Ezüst                                  | Ezüst | Bronz                           | Bronz |
| -------------------- | -------------------------------------- | ----- | -------------------------------------- | ----- | ------------------------------- | ----- |
| Férfi tőrvívás       | Fülöp Mihály Vasas SE                  |       | Márkus László Vasas SE                 |       | Tilli Endre Vasas SE            |       |
| Férfi párbajtőrvívás | dr. Berzsenyi Barnabás Vörös Meteor SE |       | Sákovics József Honvéd SE              |       | dr. Nagy Ambrus Honvéd SE       |       |
| Férfi kardvívás      | Kárpáti Rudolf Honvéd SE               |       | dr. L’Auné Zoltán Vasas SE             |       | Gerevich Aladár Vörös Meteor SE |       |
| Női tőrvívás         | Dömölky Lídia Vasas SE                 |       | Kovács Lajosné Nyári Magda Törekvés SE |       | Morvai Zsuzsa Honvéd SE         |       |